# Closterocerus mirus
Closterocerus mirus är en stekelart som beskrevs av Girault 1913. Closterocerus mirus ingår i släktet Closterocerus och familjen finglanssteklar. Inga underarter finns listade i Catalogue of Life.